# قسم فتح أباد الريفي (مقاطعة بافت)
قسم فتح أباد الريفي (بالفارسية: دهستان فتح‌آباد) هي منطقة ريفية تقع في إيران في محافظة كرمان في الناحية المركزية لمقاطعة بافت. يقدر عدد سكانها بـ 3,343 نسمة .